# Лимон, Хосе
Хосе́ Аркадио Лимо́н (англ. José Arcadio Limón; 1908, Кульякан, Мексика — 1972, Флемингтон, Нью-Джерси, США) — американский танцовщик, хореограф и танцевальный педагог, основатель собственной танцевальной труппы (1947), один из крупнейших деятелей американского танца модерн. Будучи учеником Дорис Хамфри и Чарльза Вейдмана, на основе полученного опыта и собственного видения танца, разработал собственную танцевальную технику — технику Лимона.
Среди наиболее значительных работ хореографа — «Павана Мавра» (1949) и «Мисса Бревис» (1958).

## Биография
Хосе Аркадио Лимон родился 12 января 1908 года в мексиканском городе Кулиакан и был старшим из двенадцати детей в семье. В 1915 году, в возрасте 7 лет, вместе с родителями эмигрировал в США, в Лос-Анджелес.
После окончания средней школы имени Линкольна, Лимон поступил в Калифорнийский университет в Лос-Анджелесе на факультет изобразительного искусства. В 1928 году переехал в Нью-Йорк, где начал учиться в Нью-Йоркской школе дизайна. В 1929 году, увидев выступление учеников Рудольфа фон Лабана Харольда Кретцберга и Ивонн Джорджи (англ. Yvonne Georgi), Лимон заинтересовался танцем.
Начав заниматься в школе Дорис Хамфри и Чарльза Вейдмана, уже через год он дебютировал на Бродвее. Тогда же Лимон впервые пробует свои силы как хореограф: для себя и Летиции Айд он ставит «Этюд ре минор», «массовку» изображают его одноклассницы Элеонора Кинг и Эрнестина Стоддел.
На протяжении 1930-х годов Лимон танцует в труппе Хамфри-Вейдмана, участвуя в постановках Дорис Хамфри (New Dance, Theatre Piece, With my Red Fires) и Чарльза Вейдмана (Quest), а также работает на Бродвее: в 1932—1933 годах он выступал в ревю «Американа» и в мюзикле Ирвинга Берлина As Thousands Cheer (хореография Чарльза Вейдмана), в качестве хореографа сотрудничал с театром «Новый Амстердам».
В 1937 году Лимон участвовал в программе танцевального фестиваля Беннингтона. На фестивале 1939 года, проходившем в колледже Миллз, он создал свою первую крупную хореографическую работу — «Мексиканские танцы» (Danzas Mexicanas).
В следующем году Лимон солирует в ревю «По газонам не ходить» (хореография Джорджа Баланчина).
В 1941 году он оставляет труппу Хамфри-Вейдмана ради сотрудничества с Май О’Доннелл. Вместе они поставили такие работы, как War Lyrics и Curtain Riser, однако затем он вернулся к Хамфри и Вейдману. Примерно в это время он повстречался с Полин Лоуренс — они поженились 3 октября 1942 года. В том же году вместе с Мэри-Эллен Моилан Лимон танцевал в мюзикле «Розалинда» (хореография Джорджа Баланчина), ставшим последним шоу на Бродвее с его участием.
Затем создавал номера на классическую музыку и на фольклорную тематику в театре «Студия», пока в апреле 1943 года не был призван в Специальную службу Армии США, созданную в 1940 году специально для поддержания солдатского духа во время войны. За время службы сотрудничал с такими композиторами, как Фрэнк Лессер и Алекс Норт, создал несколько постановок, наиболее известной из которых является Concert Grasso.
После окончания военной службы в 1946 году Лимон получил американское гражданство.

## José Limón Dance Company
В 1947 году Лимон создал собственную труппу — Танцевальную компанию Хосе Лимона (José Limón Dance Company), художественное руководство которой он предложил Дорис Хамфри (таким образом, труппа Лимона стала первой компанией современного танца США, художественный руководитель которой не являлся в то же время её основателем). Труппа, среди танцовщиков которой были Паолина Конер, Лукас Хоуинг, Бетти Джонс, Рут Карриэр и сам Лимон Хосе, дебютировала на фестивале в Беннингтон-колледж в постановках Дорис Хамфри Lament и The Story of Mankind.
Танцор и хореограф Луи Фалко также танцевал в труппе между 1960—1970 гг., а в 1974—1975 гг. выступал в «Паване мавра» постановки Хосе Лимона вместе с Рудольфом Нуреевым. Во время совместной работы с Хамфри, Лимон разработал репертуар и заложил принципы собственного стиля. В 1947 году труппа дебютировала в нью-йоркском театре Belasco Theatre с постановкой Хамфри «Day on Earth». В 1948 году труппа впервые выступила на мероприятии «Американский танцевальный фестиваль Колледжа Коннектикута», и в последующем на протяжении многих лет принимала в нём участие. После постановки «Павана мавра», Лимон получил ежегодную премию от журнала «Dance Magazine» за выдающуюся хореографию. Весной 1950 года Лимон и его труппа выступили в Париже совместно с Пайдж Рут, став первыми представителями американского современного танца в Европе. В течение жизни Лимона его труппа объехала с гастролями весь мир и продолжила деятельность после его смерти.
В 1951 году Лимон поступил на факультет Джульярдской школы, где было создано новое направление танца. Он также принял приглашение Национального института изящных искусств Мехико, для которого создал шесть постановок. В период между 1953 и 1956 годами, Лимон поставил хореографию и исполнил роли в шоу Ruins and Visions и Ritmo Jondo Дорис Хамфри. В 1954 году труппа Лимона стала одной из первых воспользовавшийся Международной программой студенческого обмена Государственного департамента США и посетила с гастролями Южную Америку. Вскоре они отправились в пятимесячно турне по Европе, Ближнему Востоку, и, опять же, по Южной и Центральной Америке. В это время Лимон получил свою вторую премию журнала «Dance Magazine».
В 1958 году умерла Дорис Хамфри, который все годы являлась художественным руководителем труппы, и Хосе Лимону пришлось самому занять его место. Между 1958 и 1960 годами были совместные постановки с Поалиной Конер. В это время Лимон получил почётную докторскую степень от Уэслианского университета. В 1962 году труппа выступила в Центральном парке на открытие нью-йоркского Шекспировского фестиваля. В следующем году, под эгидой Государственного департамента США, труппа совершила двенадцатинедельную поездку на Дальний Восток, сыграв в постановке The Deamon, музыкальное сопровождение которой принадлежало композитору Паулю Хиндемиту. Хиндемит лично провёл премьеру.
В 1964 году Лимон получил премию фирмы Capezio и был назначен художественным руководителем Американского театра танца в Линкольн-центре. В следующем году, Лимон появился в национальной образовательной телепрограмме, которая носила название «Театр танца Хосе Лимона». Несколько лет спустя, он основал «Танцевальный фонд Хосе Лимона», и получил ещё одну почётную докторскую степень от Университета Северной Каролины. В 1966 году, после выступления с труппой в Вашингтонском кафедральном соборе, Лимон удостоился государственной субсидии в размере 23 тыс. долларов США от Национального фонда искусств. В следующем году Лимон работал над хореографией в постановке Psalm, что принесло ему звание почетного доктора Колледжа Колби. Он и его труппа были также приглашены выступить в Белом доме для президента Линдона Джонсона и короля Марокко Хасана II. Последнее выступление Хосе Лимона на сцене в качестве танцора состоялось в 1969 году, когда он исполнил роли в постановках «The Traitor» и «Павана мавра» Бруклинской академии музыки. В этом же году он выполнил ещё две работы и получил почётную докторскую степень от Оберлинского колледжа.

## Последние годы
В 1970 году у Лимона был диагностирован рак простаты. Несмотря на то, он поставил сольный танец и снял интерпретацию для CBS. В 1971 году от рака умерла его супруга, а в декабре 1972 года, в возрасте 64 лет, ушёл из жизни и сам Хосе Лимон.

## Память
В ходе своей карьеры, Лимон создали то, что сейчас известно, как «Техника Лимона». По мнению Института Лимона, техника «подчеркивает естественные ритмы падения и подъёма и взаимодействие между весом и невесомостью, что обеспечивает танцорам органический подход к движению, которое легко адаптируется к различным хореографическим стилям».
Хотя в труппе Лимона не было танцоров, которые впоследствии основали бы свои знаменитые труппы, его стиль можно увидеть в различных постановках и сегодня. Танцевальные номера таких трупп, как Doug Varone, продолжают изучать танцевальный стиль Лимона. Труппа Лимона по-прежнему выступает и придерживается главным образом техники Лимона и его репертуара.
В 1973 году Чарльзом Томлинсоном была отдана в дар Нью-Йоркской публичной библиотеке посвящённая Хосе Лимону коллекция. Одиннадцать лет спустя была опубликована книга, озаглавленная «The Illustrated Dance Technique of Jose Limón», в которой описывалась техника Хосе Лимона. В 1997 году Хосе Лимона был представлен в Национальном музее Танца и Зале славы в городе Саратога. Личные неопубликованные мемуры Хосе Лимона были отредактированы Линн Гарафол и изданы в 1999 году.

## Техника Лимона
Хосе Лимон является создателем собственной танцевальной техники, в которой чётко прослеживается влияние педагогического метода Дорис Хамфри. Как и у Хамфри, основной задачей Лимона является выражение личного взаимоотношения с окружающим миром посредством движения. Идеи ощущения веса собственного тела через падение (fall) и последующую отдачу (rebound), зависание (suspension) и последовательность импульса движений (succession) также были восприняты у Хамфри и переосмыслены Лимоном.
Техника Лимона не имеет чётких, зафиксированных границ: хореограф считал, что чересчур структурированная техника будет ограничивать творчество танцовщика, в то время, как её задача — помочь найти свой собственный стиль движения и личную уникальность.
Будучи заинтересованным не во внешней красоте движения, а в выражении эмоции через тело, Лимон говорил ученикам: «Вы будете прекрасными, как только прекратите пытаться быть красивыми».
Делая ударение на изучении естественного движения тела и желая ясно в нём видеть человеческую природу, он побуждал учеников стремиться к простоте и чистоте без лишних движений, ненужных усилий и чрезмерного напряжения, мешающих естественности.
Танец Лимона представляет из себя чистое выражение эмоций и страсти, он полон энергии, передвижений и взаимодействия с пространством. Лимон рассматривал человеческое тело, как инструмент общения и самовыражения, инструмент, который может «говорить» и который должен максимально использоваться танцовщиком.
Лимон использовал изоляцию какой-либо части тела, чтобы «говорить» о только ей присущих качествах — он называл это «голосом тела».
| Хореография | Хореография                           |
| Год         | Название                              |
| ----------- | ------------------------------------- |
| 1930        | Etude in D Minor                      |
| 1930        | Bacchanale                            |
| 1930        | Two Preldes                           |
| 1931        | Petite Suite                          |
| 1931        | B Minor Suite                         |
| 1931        | Mazurca                               |
| 1932        | Bach Suite                            |
| 1933        | Canción y Danza                       |
| 1933        | Danza (Prokofiev)                     |
| 1933        | Pièces Froides                        |
| 1933        | Roberta                               |
| 1935        | Three Studies                         |
| 1935        | Nostalgic Fragments                   |
| 1935        | Prelude                               |
| 1936        | Satiric Lament                        |
| 1936        | Hymn                                  |
| 1937        | Danza de la Muerte                    |
| 1937        | Opus for Three an Props               |
| 1939        | Danzas Mexicanas                      |
| 1940        | War Lyrics                            |
| 1941        | Curtain Raiser                        |
| 1941        | This Story Is Legend                  |
| 1941        | Three Inventories on Casey Jones      |
| 1941        | Three Women                           |
| 1941        | Praeludium: Theme and Variations      |
| 1942        | Chaconne                              |
| 1942        | Alley Tune                            |
| 1942        | Mazurca                               |
| 1943        | Western Folk Suite                    |
| 1943        | Fun for the Birds                     |
| 1944        | Deliver the gods.                     |
| 1944        | Hi, Yank                              |
| 1944        | Interlude Dances                      |
| 1944        | Mexilinda                             |
| 1944        | Rosenkavalier Waltz                   |
| 1945        | Concert Grasso                        |
| 1945        | Eden Tree                             |
| 1945        | Danza (Arcadio)                       |
| 1946        | Masquerade                            |
| 1947        | La Malinche                           |
| 1947        | The Song of Songs                     |
| 1947        | Sonata Opus 4                         |
| 1949        | The Moor’s Pavane                     |
| 1950        | The Exiles                            |
| 1950        | Concert                               |
| 1951        | Los Cuatros Soles                     |
| 1951        | Dialogues                             |
| 1951        | Antigona                              |
| 1951        | Tonantizintla                         |
| 1951        | The Queen’s Epicedium                 |
| 1951        | Redes                                 |
| 1952        | The Visitation                        |
| 1952        | El Grito (Revised version of Redes)   |
| 1953        | Don Juan Fantasia                     |
| 1954        | Ode to the Dance                      |
| 1954        | The Traitor                           |
| 1955        | Scherzo (Barracuda, Lincoln, Venable) |
| 1955        | Scherzo (Johnson)                     |
| 1955        | Symphony for Strings                  |
| 1956        | There Is a Time                       |
| 1956        | A King’s Heart                        |
| 1956        | The Emperor Jones                     |
| 1956        | Rhythmic study                        |
| 1957        | Blue Roses                            |
| 1958        | Missa Brevis                          |
| 1958        | Serenata                              |
| 1958        | Dances                                |
| 1959        | Tenebrae 1914                         |
| 1959        | The Apostate                          |
| 1960        | Barren Sceptre                        |
| 1961        | Performance                           |
| 1961        | The Moirai                            |
| 1961        | Sonata for Two Cellos                 |
| 1962        | I, Odysseus                           |
| 1963        | The Demon                             |
| 1963        | concerto in D Minor After Vivaldi     |
| 1964        | Two Essays for Large Ensemble         |
| 1964        | A Choreographic Offering              |
| 1965        | Variations on a Theme of Paganini     |
| 1965        | My Son, My Enemy                      |
| 1966        | The Winged                            |
| 1967        | Mac Aber’s Dance                      |
| 1967        | Psalm                                 |
| 1968        | Comedy                                |
| 1968        | Legend                                |
| 1969        | La Piñata                             |
| 1970        | The Unsung (as a work in progress)    |
| 1971        | Revel                                 |
| 1971        | The Unsung                            |
| 1971        | Dances for Isadora                    |
| 1971        | And David Wept                        |
| 1972        | Orfeo                                 |
| 1972        | Carlota                               |
| 1986        | Luther                                |

## Признание и награды
- Танцевальная премия Capezio (1964).
- National Museum of Dance and Hall of Fame (1997).
- В 1989 году Хосе Лимон совместно с Дорис Хамфри и Чарльзом Вейдманом был награждён (посмертно) премией Сэмюэла Скриппса[англ.] / ADF за достижения в области современного танца.